# Gare de Sierentz
Gare de Sierentz – przystanek kolejowy w Sierentz, w departamencie Górny Ren, w regionie Grand Est, we Francji. Jest zarządzany przez SNCF (budynek dworca) i RFF (infrastruktura).
Został otwarty w 1840 przez Compagnie du chemin de fer de Strasbourg à Bâle. Obsługiwany jest przez pociągi TER Alsace.

## Położenie
Znajduje się na linii Strasburg – Bazylea, na km 124,876, między stacjami Habsheim i Bartenheim, na wysokości 258 m n.p.m.

## Linie kolejowe
- Strasburg – Bazylea[potrzebny przypis]